# Crazy Titch
Crazy Titch (född Carl Dobson) är en brittisk rappare och grime-artist. Han blev känd genom Boys In Da Hood har bland annat samarbetat med Keisha Buchanan från Sugababes på låten Gully.
Crazy Titch är även en av de fyra män som greps för mordet på Richard Holmes (känd som "Richie Rich"). Dobson sitter nu av livstid för mordet.